# Singularitate izolată
În analiza complexă o singularitate izolată este una care nu are altă singularități apropiate. Cu alte cuvinte, un număr complex z0 este o singularitate izolată a unei funcții f dacă există un  disc deschis D cu centrul în z0 astfel încât f este olomorfă pe D \ {z0}, adică pe mulțimea obținută din D fără z0.
Formal, din punct de vedere al topologiei generale⁠(d), o singularitate izolată a unei funcții olomorfe {\displaystyle f:\Omega \to \mathbb {C} } este orice punct izolat al frontierei {\displaystyle \partial \Omega } a domeniului {\displaystyle \Omega }. Cu alte cuvinte, dacă {\displaystyle U} este o submulțime deschisă a {\displaystyle \mathbb {C} }, {\displaystyle a\in U} și {\displaystyle f:U\setminus \{a\}\to \mathbb {C} } este o funcție olomorfă, atunci {\displaystyle a} este o singularitate izolată a lui {\displaystyle f}.
Orice singularitate a unei funcții meromorfe pe o submulțime deschisă {\displaystyle U\subset \mathbb {C} } este izolată, dar izolarea singularităților nu este suficientă pentru a garanta că o funcție este meromorfă. Multe instrumente importante de analiză complexă, cum ar fi seriile Laurent⁠(d) și teorema reziduurilor⁠(d) necesită ca toate singularitățile relevante ale funcției să fie singularități izolate.
Există trei tipuri de singularități izolate: singularități eliminabile, poli și singularități esențiale.

## Exemple
- Funcția {\displaystyle {\frac {1}{z}}} are 0 ca singularitate izolată.
- Funcția cosecantă {\displaystyle \csc \left(\pi z\right)} are orice întreg ca singularitate izolată.

## Singularități neizolate
În afară de singularitățile izolate, funcțiile complexe de o variabilă pot prezenta un alt comportament singular. Și anume, există două tipuri de singularități neizolate:
- Puncte de acumulare ale singularităților izolate: dacă toate sunt poli, deși toate admit dezvoltări în serie Laurent, o astfel de dezvoltare nu este posibilă la limita sa.
- Frontiere naturale, adică orice mulțime neizolată (de exemplu o curbă) în jurul căreia funcțiile nu pot fi continue analitic (sau în afara lor dacă sunt curbe închise din sfera Riemann).

### Exemple
- Funcția {\textstyle \tan \left({\frac {1}{z}}\right)} este meromorfă pe {\displaystyle \mathbb {C} \setminus \{0\}}, cu poli simpli în {\textstyle z_{n}=\left({\frac {\pi }{2}}+n\pi \right)^{-1}}, pentru orice {\displaystyle n\in \mathbb {N} _{0}}. Deoarece {\displaystyle z_{n}\rightarrow 0}, orice disc perforat cu centrul în {\displaystyle 0} are un număr infinit de singularități, deci nu este disponibilă nicio dezoltare Laurent pentru {\textstyle \ tan\left({\frac {1}{z}}\right)} în jurul lui {\displaystyle 0}, care este de fapt un punct de acumulare al polilor săi.
- Funcția {\textstyle \csc \left({\frac {\pi }{z}}\right)} are o singularitate în 0 care este nu este una izolată, deoarece există singularități la inversele oricărui întreg, care sunt situate arbitrar de aproape de 0 (deși singularitățile acestor inverse sunt ele însele izolate).
- Funcția definită prin seria Maclaurin {\textstyle \sum _{n=0}^{\infty }z^{2^{n}}} converge în interiorul discului unitate deschis centrat în {\displaystyle 0} și are cercul unitate ca frontieră naturală.